# Superlópez
Superlópez is een Spaanse film uit 2018, geregisseerd door Javier Ruiz Caldera.

## Verhaal
Op de planeet Chitón heeft de wetenschapper Jan het ultieme wapen gecreëerd om tegen de kwaadaardige generaal Skorba te vechten: een baby met superkrachten. Hij stuurt hem in een ruimteschip naar de aarde. Ágata, de dochter van Skorba, volgt hem in een ander ruimteschip om hem te vangen. Het ruimteschip van de baby komt per ongeluk in Spanje terecht, terwijl Ágata in de Verenigde Staten landt. De baby wordt geadopteerd door de familie López, die hem leert zijn krachten te verbergen. Jaren later is López dertig en leidt hij een normaal leven. Alles verandert wanneer hij met zijn superkrachten een ongeluk met een metro voorkomt, en hij wordt opgemerkt door Ágata.

## Rolverdeling
| Acteur            | Personage        |
| ----------------- | ---------------- |
| Dani Rovira       | Superlópez       |
| Alexandra Jiménez | Luisa Lanas      |
| Julián López      | Jaime            |
| Maribel Verdú     | Ágata Muller     |
| Pedro Casablanc   | Padre Superlópez |
| Gracia Olayo      | Madre Superlópez |
| Ferran Rañé       | Skorba           |

## Ontvangst

### Recensies
Op Rotten Tomatoes geeft 67% van de 6 recensenten de film een positieve recensie, met een gemiddelde score van 6,75/10.

### Prijzen en nominaties
Een selectie:
| Jaar | Evenement                       | Categorie               | Genomineerde                             | Resultaat   |
| ---- | ------------------------------- | ----------------------- | ---------------------------------------- | ----------- |
| 2019 | Premios Goya (33ste uitreiking) | Beste bewerkt scenario  | Borja Cobeaga, Diego San José Castellano | Genomineerd |
| 2019 | Premios Goya (33ste uitreiking) | Beste artdirector       | Balter Gallart                           | Genomineerd |
| 2019 | Premios Goya (33ste uitreiking) | Beste speciale effecten | Lluís Rivera, Laura Pedro                | Gewonnen    |